# R Andromedae
R Andromedae (R And) – gwiazda zmienna i podwójna w gwiazdozbiorze Andromedy. Znajduje się w odległości ok. 1735 lat świetlnych od Słońca.

## Właściwości fizyczne
Jest to miryda (R And A), która zmienia jasność w zakresie 5,8-14,9m w okresie 409,3 dnia.
Gwiazda należy do typu widmowego S 6,5 IIIe, jej masa to 0,4 M☉, a promień 0,5 R☉. Gwiazda obraca się raz na 1,12 roku. Jej temperatura waha się w zależności od okresu zmienności w przedziale 2000-3500 K, a jasność to wartość 0,6 L☉.
Drugi składnik układu R Andromedae B jest gwiazdą o jasności widomej 12,3m, który porusza się wokół wspólnego środka masy po orbicie o półosi wielkiej 84,6" i nachyleniu 144°.